# 上五島町立飯ノ瀬戸小学校
上五島町立飯ノ瀬戸小学校（かみごとうちょうりつ いいのせどしょうがっこう）は長崎県南松浦郡上五島町（現・新上五島町）飯ノ瀬戸郷にあった公立小学校。
2003年（平成15年）3月末に閉校した。

## 概要
歴史
1875年（明治8年）に浜ノ浦小学校の分校として創立。1886年（明治19年）に独立した。2003年（平成15年）3月末に、浜ノ浦小学校に統合され、128年の歴史に幕を下ろした。
校歌
作詞は坂憲章、作曲は出口庄一による。歌詞は3番まであり、3番ともに校名の「飯ノ瀬戸小」が登場する。

## 沿革
- 1875年（明治8年）7月 - 「浜ノ浦小学校 飯ノ瀬戸分校」が開校。円福寺出張所の建物を校舎とする。
- 1886年（明治19年）9月 - 小学校令の施行により、「簡易飯ノ瀬戸小学校」に改称。修業年限を3年とする。
- 1889年（明治22年）4月1日 - 市町村制の施行により、浜ノ浦村立の小学校となる。
- 1892年（明治25年）9月 - 暴風により校舎が倒壊したため、民家を借用し授業を実施。
- 1893年（明治26年）4月1日 - 「飯ノ瀬戸尋常小学校」に改称。修業年限を4年とする。
- 1898年（明治31年）- 飯ノ瀬戸郷字山神に校舎が完成。
- 1904年（明治37年）1月 - 飯ノ瀬戸郷字山神に校舎を増築。
- 1910年（明治43年）- 飯ノ瀬戸郷字上ノ筋に新校舎が完成。
- 1941年（昭和16年）4月1日 - 国民学校令の施行により、「浜ノ浦村飯ノ瀬戸国民学校」に改称。尋常科を初等科に改める。
- 1947年（昭和22年）4月1日 - 学制改革（六・三制の実施）が行われる。
  - 国民学校初等科が改組され、「浜ノ浦村立飯ノ瀬戸小学校」となる。
  - 浜ノ浦村立飯ノ瀬戸中学校（新制中学校）が小学校に併設される。
- 1948年（昭和23年）3月31日 -  飯ノ瀬戸中学校が浜ノ浦中学校に統合され閉校。小学校単独校となる。飯ノ瀬戸郷字朝山に新校舎が完成。
- 1956年（昭和31年）6月1日 - 上五島町の発足により、「上五島町立飯ノ瀬戸小学校」に改称。
- 1961年（昭和36年）- へき地集会所が完成。
- 1962年（昭和37年）- 埋立工事により運動場を拡張。
- 1965年（昭和40年）- へき地集会所を移転。
- 1966年（昭和41年）- 3教室を増築。学校給食（ミルク給食）を開始。
- 1967年（昭和42年）- 校旗が贈呈される。
- 1973年（昭和48年）- 運動場を拡張。
- 1975年（昭和50年）- 創立100周年記念式典を挙行。記念碑を建立。
- 1977年（昭和52年）- 放送室が完成。
- 1986年（昭和61年）- 新校舎が完成。
- 1992年（平成4年）- 運動場の全面改良を実施。
- 1998年（平成10年）- パソコンを導入。
- 2003年（平成15年）3月31日 - 上五島町立浜ノ浦小学校への統合により閉校。128年の歴史に幕を閉じる。

## 周辺
周辺に公共施設はない。

## アクセス
西肥バス青方から飯ノ瀬戸行きバスで約1時間、終点下車徒歩3分。

## 参考資料
- 「上五島町郷土誌」（2004年（平成16年）7月20日発行, 上五島町）p.350

## 関連事項
- 長崎県小学校の廃校一覧